# Direitos LGBT no Japão

Bandeira LGBT no mapa do Japão

Direitos de Lésbicas, Gays, Bissexuais e Transexuais (LGBT) no Japão são relativamente progressistas para os padrões asiáticos, mas apesar disso, as pessoas LGBTs não têm igualdade jurídica total. A atividade sexual entre pessoas do mesmo sexo foi legalizada em 1880, após a instalação do Código Napoleônico, e a idade de consentimento é a mesma que para heterossexuais. Casais do mesmo sexo e lares sustentados por tais casais não estão sob a égide da lei que resguarda casais de sexos opostos. Contudo, algumas cidades começaram recentemente a emitir "certificados de parceria" para casais do mesmo sexo como um meio de reconhecer legalmente estas relações. A cultura japonesa e as grandes religiões originadas no Japão e importadas por este não têm uma história de hostilidade em relação à homossexualidade. A maioria dos cidadãos japoneses é declaradamente a favor de aceitar a homossexualidade, como uma pesquisa recente indica 54% dos pesquisados concordou que a homossexualidade deveria ser aceita pela sociedade, enquanto 36% discordou. Apesar de muitos partidos políticos não apoiarem ou mesmo se oporem abertamente aos direitos LGBTs, há vários políticos abertamente LGBTs ocupando cargos públicos. Uma lei permitindo que indivíduos transgêneros alterem seu gênero em seus documentos após a cirurgia de redesignação sexual foi aprovada em 2002. A discriminação com base na orientação sexual ou identidade de gênero é proibida em algumas cidades.
A parada Tokyo Rainbow Pride tem sido realizada anualmente desde 2012, com a participação aumentando a cada ano. Uma pesquisa de opinião realizada em 2015 descobriu que a maioria dos japoneses apoia a legalização do casamento entre pessoas do mesmo sexo.

## Legalidade da atividade sexual entre pessoas do mesmo sexo

Bandeira de orgulho gay no Japão

A homossexualidade é legal no Japão. A idade de consentimento no país é de 13 anos de idade sob o código penal japonês. No entanto, todos os municípios e prefeituras têm suas próprias leis, tais como Tóquio, onde a atividade sexual com jovens menores de 18 anos de idade é proibida na maioria das circunstâncias. As leis de 1958 relativas à prevenção da prostituição no Japão proíbem apenas o ato sexual "real" ou sexo controlado pelo crime organizado. A lei define como ato sexual "real" aquele entre homens e mulheres e não a "simulação" entre pessoas do mesmo sexo, ou seja, a prostituição homossexual não é proibida diretamente.
Não há nenhuma proibição religiosa explícita contra a homossexualidade na religião tradicional do Japão, o xintoísmo, ou mesmo nas religiões importadas como budismo (vide "homossexualidade e budismo") ou confucionismo. A sodomia foi inicialmente criminalizada no Japão em 1872, no início da era Meiji, de acordo com as crenças da cultura ocidental e os códigos legais Qing. Contudo, esta disposição foi revogada apenas sete anos mais tarde, pelo código penal de 1880, em conformidade com o Código Napoleônico. Desde então o Japão não tem leis contra a homossexualidade. Assim sendo, o sexo entre adultos, no contexto privado, independentemente de sua orientação sexual e/ou de gênero, é legal sob as leis do Japão.

## Reconhecimento das relações do mesmo sexo
O artigo 24 da constituição japonesa afirma que "o casamento deve ser apenas com base no consentimento mútuo de ambos os sexos e deverá ser mantido através de cooperação mútua com a igualdade de direitos entre marido e mulher."
Como resultado, os artigos 731-737 do código civil japonês restringem desde o casamento até a união civil entre pessoas do mesmo sexo. Casais homossexuais não têm permissão para casar e nem recebem direitos decorrentes do casamento. Casamentos entre pessoas do mesmo sexo realizados no exterior também não são reconhecidos legalmente no Japão e casais binacionais do mesmo sexo não podem obter um visto para o parceiro estrangeiro com base no seu casamento.
Em março de 2009 o Japão começou a permitir que os japoneses se casassem com pessoas do mesmo sexo nos países onde o casamento homossexual é legal. O Ministério da Justiça japonês instruiu as autoridades locais para que emitissem os certificados necessários — que afirmam que uma pessoa é solteira e maior de idade — para pessoas que procurem realizar casamentos homossexuais em áreas onde há legalidade. Essa permissão é vista como o primeiro passo para uma eventual legalização de tais casamentos no Japão.
Em fevereiro de 2015, o distrito de Shibuya (Tóquio) anunciou planos para reconhecimento de casais do mesmo sexo em situações como visitas a hospitais e aluguel compartilhado de apartamentos. Este procedimento permitirá que os casais obtenham um documento que prova "parceria", que não é baseado na lei japonesa, mas pode ajudar, por exemplo, a ter acesso a um parceiro que está internado em um hospital. A iniciativa de Shibuya é considerada um passo significativo para os direitos de reconhecimento de parceria entre gays ou lésbicas no Japão. Em julho de 2015 o distrito de Setagaya em Tóquio anunciou que iria se juntar a Shibuya e reconhecer as parcerias de mesmo sexo a partir do mês de novembro do mesmo ano. Desde então, as cidades de Iga, Takarazuka, Naha e Sapporo começaram a emitir certificados de parceria para casais do mesmo sexo.

## Proteções contra discriminação
No ano 2000 a orientação sexual não era protegida pelas leis de direitos civis nacionais, o que significa que LGBTs japoneses não tinham nenhum dispositivo legal caso enfrentassem discriminação em áreas como emprego, educação, habitação, saúde e finanças. No entanto, casos de discriminação com base na orientação sexual continuam a ser relativamente raros no Japão. Da mesma forma, as Forças de Autodefesa do Japão, ao serem questionadas sobre suas políticas em relação à admissão de gays, responderam que não era um problema, e que contanto que relações homossexuais não levassem a situações de conflito ou outros problemas, não haveria muitas barreiras para entrada de gays nas forças armadas.
A constituição japonesa promete a igualdade de direitos e é interpretada de forma a proibir discriminação por qualquer motivo. No entanto, homossexuais e transexuais podem sofrer violência física, sexual ou psicológica sem receber nenhuma proteção da lei. Parceiros do mesmo sexo são excluídos da lei para prevenção da violência doméstica e de proteção às vítimas e, geralmente, não têm lugares seguros onde possam buscar ajuda e suporte. O Japão faz parte do Pacto Internacional sobre Direitos Civis e Políticos (PIDCP) das Nações Unidas, que também proíbe discriminação.
Embora a lei de igualdade de oportunidade tenha sido revista várias vezes ao longo dos anos para resolver a discriminação e o assédio sexual no local de trabalho, o governo recusou-se a expandir a lei para combater a discriminação de gênero ou identidade sexual. Em 1990, o grupo OCCUR (associação japonesa para o movimento gay e lésbico) venceu um processo judicial contra uma diretriz política do governo de Tóquio que barrava jovens homossexuais de usar a "casa metropolitana para a juventude". Embora a decisão judicial não pareça ter sido estendida a outras áreas de discriminação patrocinada pelo governo, é citada pelos tribunais como um caso de direitos civis e o Governo Metropolitano de Tóquio desde então aprovou uma legislação que proíbe a discriminação no trabalho com base na orientação sexual e identidade de gênero. O distrito de Shibuya também proíbe a discriminação por orientação sexual na provisão de bens e serviços.
Em 2013, Yodogawa-ku, em Osaka, tornou-se a primeira área japonesa a passar uma resolução para oficializar suporte para inclusão LGBT, incluindo a obrigatoriedade de treinamento de sensibilidade em relação a assuntos LGBTs para funcionários. Naha foi a seguinte em julho de 2015.
Em 2017, o ministério da educação adicionou os conceitos de orientação sexual e identidade de gênero à política nacional antibullying. A política determina que as escolas devem evitar o bullying de estudantes em decorrência de orientação sexual ou identidade de gênero "promovendo a compreensão adequada dos professores sobre orientação sexual/identidade de gênero, bem como certificando-se de divulgar informações nas escolas sobre as medidas necessárias em relação a esse assunto."

## Adoção e parentalidade
Casais do mesmo sexo não estão legalmente autorizados a adotar crianças no Japão. Casais de lésbicas e mulheres solteiras não têm acesso a fertilização in vitro ou inseminação artificial.
Em abril de 2017, em Osaka, reconheceu-se oficialmente como pais adotivos um casal homossexual, o primeiro caso no Japão.

## Identidade de gênero e expressão
Em 2002 foi aprovada uma lei permitindo que as pessoas transexuais que passaram por cirurgia de redesignação sexual alterassem seu gênero em documentos. A lei entrou em vigor em 2003.

## Doação de sangue
Homens gays e bissexuais têm permissão para doar sangue no Japão após um período de 6 meses sem ter relações sexuais com homens.

## Celebridades
Embora representações dos homossexuais na mídia japonesa tendem a fazer uma caricatura de estereótipos sexuais (por exemplo, o comediante heterossexual Hard Gay), há vários exemplos de pessoas transexuais com status de celebridade no Japão, tais como a Haruna Ai ou a Ataru Nakamura. Em 2015, se tornou notícia o casamento de duas atrizes famosas, Ayaka Ichinose e Akane Sugimori. Suporte para os direitos LGBTs tem sido expressado por executivos como o atleta olímpico Dai Tamesue.

## Resumo
| Legalidade da atividade sexual com o mesmo sexo                                                      | (Desde 1880; foi ilegal em 1872-1880; antes não haviam leis proibindo relações entre o mesmo sexo)                                   |
| Igualdade da idade de consentimento                                                                  | (Desde 1880; foi ilegal em 1872-1880; antes não haviam leis proibindo relações entre o mesmo sexo)                                   |
| Leis antidiscriminação no trabalho                                                                   | / (Em Tóquio) |
| Leis antidiscriminação na oferta de produtos e serviços                                              | / (Em Shibuya, Tóquio) |
| Leis antidiscriminação em todas as outras áreas (incluindo discriminação indireta, discurso de ódio) | Não |
| Casamento entre pessoas do mesmo sexo                                                                | Não |
| Reconhecimento de casais do mesmo sexo                                                               | / (Algumas cidades e bairros oferecem união do mesmo sexo)                                                                           |
| Adoção de enteados por casais do mesmo sexo                                                          | Não |
| Adoção conjunta por casais do mesmo sexo                                                             | [ 32 ] |
| Pessoas LGBT podem prestar serviço militar                                                           | [ 20 ] |
| Direito de alterar o gênero legal                                                                    | (Desde 2004; sob certas restrições: deve ser submetido a cirurgia , esterilização, ser solteiro e não ter filhos menores de 20 anos) |
| Barriga de aluguel comercial para casais gays                                                        | Não |
| Acesso a fertilização in vitro para lésbicas                                                         | [ 31 ] |
| Homens que fazem sexo com homens podem doar sangue                                                   | / (6 meses após relações) |